# オールスター競輪
オールスター競輪（オールスターけいりん）は、毎年8月（2016年以降）に開催される競輪のGI競走である。

## 概要
この大会はプロ野球のオールスター戦を参考とする形で行われており、事前にS級S班ないし1班に在籍予定の選手の中から出場させたい選手をファンが選び、競輪場や場外車券売場に備え付けの投票用紙、あるいははがきやインターネットなどを使って投票を行い、その得票数を基にして出場選手の一部が決定される仕組みとなっている（他の公営競技であるボートレースオールスター・オールスターオートレースと異なり、ファン投票で選出される枠は全出場選手の半数以下である）。
2024年の第67回大会では優勝賞金6,100万円（副賞込み）となっており、6つあるGI格付けのレースの中で、日本選手権競輪（ダービー）の優勝賞金8,900万円（2024年の第78回大会。副賞込み）に次ぐ優勝賞金の高さを誇るレースである。歴史と伝統から「ダービー王こそ一番価値がある」と考えている選手がいる中で、「オールスターのファン投票で1位になることが1年を通してのファンの評価」と考えている選手も見られていることから、GIレースの中でも日本選手権競輪とともに特別な位置づけがなされている大会でもある。
2011年の第54回大会では、番外で2日目7レースにルーキーチャンピオンレースが行われ、さらに2014年の第57回大会では、番外で2日目7レースにKEIRIN EVOLUTIONが行われた。

### 賞金
以下は、近年の決勝戦における各着順の賞金額（単位：万円）。
（　）内は副賞（1〜3着に授与）を含んだ金額。
| 大会・年      | 1着             | 2着             | 3着             | 4着     | 5着     | 6着   | 7着   | 8着   | 9着   |
| ------------- | --------------- | --------------- | --------------- | ------- | ------- | ----- | ----- | ----- | ----- |
| 第67回 2024年 | 5,900 （6,100） | 3,195 （3,285） | 2,130 （2,180） | 1,459.0 | 1,139.8 | 911.9 | 806.9 | 740.3 | 703.2 |
| 第68回 2025年 | 6,300 （6,500） | 3,387 （3,477） | 2,258 （2,308） | 1,546.5 | 1,208.2 | 966.6 | 855.3 | 784.7 | 745.4 |

## 歴史
1956年、それまで春・秋とで年2回開催されてきた全国争覇競輪（現在の日本選手権競輪）が、年間最高位選手決定戦という意味合いから年1回・10月の開催となり、開催場も後楽園競輪場に固定された。それに代わる春の祭典として、川崎、大阪中央、名古屋での持ち回り開催による特別競輪として創設されたのが、このオールスター競輪である。創設当初は「全国オールスター争覇競輪」という名称であった。
第1回は1956年5月に川崎で開催され、その後は大阪中央の廃止により岸和田での開催となった1964年の第9回から現在の「オールスター競輪」へと名称を改め、1972年の第15回（大垣）より持ち回り開催となり、開催月も秋へと移った。
ファン投票上位9名のメンバーで対戦するドリームレースは1974年の第17回（静岡）から、ファン投票10〜18位によるオリオン賞レースは1987年の第30回（宇都宮）から実施されている。
2005年の第48回（名古屋）からは従来の6日制を5日制に改め、また前半3日間の予選をポイント制とした。だが、このポイント制が不評であったため、2009年度の見直しにより、第52回（松山）では予選はポイント制を廃止して従来の勝ち上がり制に戻し、また1着選手が準決勝を経ずして決勝進出が可能となる二次予選のシードレースとして「シャイニングスター賞」が創設された。2011年度にも概定番組が見直され、「シャイニングスター賞」は1着選手の決勝進出を廃止し、失格とならない限り全員が準決勝に進出できるよう変更となった。
2013年の第56回（京王閣）から、2023年の第66回（西武園）まではガールズケイリンコレクションが併せて行われていた（出場資格は、オールスター競輪ファン投票と併せて行われるガールズケイリンのファン投票『ガールズケイリン総選挙』による得票最上位7名）。2017年の第60回（いわき平）からガールズケイリンコレクションは、「ガールズドリームレース」（ファン投票第1位～第7位）、「アルテミス賞レース」（ファン投票第8位～第14位）の2レースが実施されていた。
2016年の第59回（松戸）からは、他のGI競走との兼ね合いから8月のお盆開催へと変更された。ガールズケイリンコレクションもこれに合わせて、前年までの9月開催から8月開催へと変更されている。
2020年の第63回（名古屋）は、COVID-19の流行と感染拡大の防止の観点から無観客で開催された。
2021年の第64回（いわき平）からは、GIでは朝日新聞社杯競輪祭に次いで二番目となるナイター開催とし、また6日間制とすることが前もって発表された。オールスター競輪における6日間制は、2004年の第47回大会以来17年ぶりとなる。勝ち上がり方式については、一次予選は競輪祭でも既に行われているポイント制に変更された（オールスター競輪では2008年の第51回大会以来）。なお、当初は前年度同様の理由で事前申込制とした上での有観客にて行う予定であったが、福島県といわき市にまん延防止等重点措置が発令された影響で、8月5日に急遽前年と同じく無観客での開催に変更される事が発表された。
2022年の第65回（西武園）は3年ぶりの有観客開催となったが、西武園本場の滞留人数を最大5,000名に設定した上で開催された。
2023年の第66回（西武園）は4年ぶりに入場制限が撤廃された。また、同大会から女子選手のファン投票は男子選手と同一の投票サイトに統一されたほか、同年限りでガールズケイリンコレクション（8月開催分）は取りやめになった。
2024年の第67回（平塚）は、前年度限りで廃止されたガールズケイリンコレクションの代わりとして、新設の女子オールスター競輪を実施。また、初の試みとして、インターネット投票のみの集計による、中間発表を実施した。
2025年の第68回（函館）以降は、女子オールスター競輪をGIに格上げした上で、男子とは別個の開催とした。その影響で、2012年の第55回（前橋）以来13年ぶりに男子のみの開催に戻った。

## 出場選手選抜方法
オールスター競輪の出場選手は、ファン投票の結果 を重視して選抜される。 毎回若干変更・修正されるものの、概ね以下の資格順位により正選手135名、補欠選手8名を選抜する。
- 選考期間…前年12月〜当年5月（6ヶ月）、選考月…6月、最低出走回数…24出走[注 6]

1. S級S班在籍者
2. 過去3回以上優勝した者（開催時S級1班所属が条件）
3. 選手選考対象期間において2ヶ月以上JCFトラック種目強化指定（A）に所属した者（開催時S級1班所属が条件）
4. 1.〜3.で選抜された者を除くファン投票の上位50名
5. 平均競走得点上位者を1.〜4.で選抜された者を含めての合計が125名になるまで順次選抜（同点の場合は賞金獲得額上位者を優先）
6. 残余10名については選考委員会が推薦した者を選抜（但し推薦を受けるのは1回のみ）

- 第63回大会と第64回大会では、2.と3.の間に『東京オリンピック自転車競技トラック種目代表選手』が加えられた。

なお、補欠選手は正選手を除く平均競走得点上位者からさらに順次選抜される。
正選手のうち、以下の条件を満たした合計27名については、一次予選にてドリームレースまたはオリオン賞レースのいずれかに出走でき、かつこの27名は失格しない限り準々決勝まで勝ち上がることができる。
ドリームレース（9名）
ファン投票の得票数が1位〜9位となった者
初日の開会式では、『ベストナイン表彰』としてJKAより記念のメダルが贈呈される
オリオン賞レース（18名）

S級S班のうちドリームレースに選出されなかった者・残余はファン投票上位者
2024年まではファン投票の得票数が10位〜18位となった者が対象であったため、S級S班であっても初日優秀戦に出走できない可能性があった。
一時期はファン投票で選ばれるのはドリームレースおよびオリオンレースのみで、その他の出場者は主催者による選考のみにより決定されていた期間もあったが、2009年より投票上位50名は無条件で出場でき、さらにリストアップされなかった選手などに対し特別枠で選手選考委員会が10名を選出できる仕組み に変更された。

## ファン投票方式
ファン投票の対象となるのは、開催時（各年とも下期）にS級S班またはS級1班に在籍する選手である。開催のおよそ3～4か月前（4月中旬から5月中旬）が投票期間となっている。
投票は、インターネットの投票専用サイトからのほか、競輪場またはサテライトでの専用用紙への記名（いずれも投票日は予め告知された特定の1日のみ）、さらに競輪公式投票CTC会員は送付される会報誌「ウイニングラン」同封の専用応募ハガキでも可能だが、組織票を防ぐため、全ての方式を通じて1人につき投票は1回のみとなっている。
投票は対象者の中から最低1人以上選ぶこととなっており、最大9名までの選手を選択することができる。なお、女子オールスター競輪が初開催された2024年より、応募の際には男女ともに最低1名以上を選択することが義務付けられており、男子のみ（または女子のみ）の投票は無効とされる。
2024年より、インターネット投票分のみの集計による、中間発表を行うようになった。4月25日ごろに発表される。

## 勝ち上がり方式
6日制GIのうち、日本選手権競輪は1大会で4段階の勝ち上がり、高松宮記念杯競輪・朝日新聞社杯競輪祭は1次予選が2走合計のポイント制としているが、本大会は競輪の全開催で唯一の1大会で5段階の勝ち上がりの方式が取られている。現在に至るまで、大会形式は勝ち上がり制・2走ポイント制を何度も行き来している。
かつては6日間開催のトーナメント制であったが、2005年度より大会の体裁が変更され1日短縮して5日間のシリーズで行われるようになり、勝ち上がり形式を一次予選は2走によるポイント制（ドリームレース・オリオン賞レース出走者はポイント優遇）で準決勝進出者を決定する方式を採用した。だが、この当時のファンにはポイント制に馴染みがなく、一次予選では選手もファンも常にポイントの計算が必要で分かりにくいと不評であったため、2009年度より番組体系を抜本的に改めることになった。
2009年度と2010年度はポイント制を廃止してトーナメント制度を復活させ、6日間開催時にかつて行われていた敗者復活戦を再び採用しただけでなく、ドリームレース・オリオン賞レース出走の成績上位者を集めた「シャイニングスター賞」の1着選手は準決勝免除で決勝進出権利を獲得できるという、2002年の日本選手権競輪で採用された6日間トーナメントを5日間に短縮する形での勝ち上がりに変更された。だが、「シャイニングスター賞」1着選手による準決勝免除と決勝進出権利の獲得という不公平感や、敗者復活戦の導入に伴い一次予選2着選手の一部が敗者復活戦へ回される、といった複雑な番組体系となってしまったことから、これもファンからは分かりにくいと指摘を受けるなど不評であったため、再度2011年度から、敗者復活戦やシャイニングスター賞1着選手による準決勝免除の廃止を柱として、勝ち上がりを分かりやすくすべく番組体系を抜本的に見直した。以後、2020年度までこの制度が維持された。
2012年7月より開始したガールズケイリンにおいては予選はポイント制による勝ち上がり方式としたほか、男子の競輪でもGI競輪祭においては2018年の第60回大会から一次予選はポイント制を採用するなど、以前と比べてポイント制に対する理解が広まったと判断し、2021年度の第64回大会からは6日間開催の復活に併せて、一次予選は13年ぶりにポイント制を復活させることとした。
2025年度より再び一次予選はポイント制を廃止し1走で勝ち上がりが決まる方式となった。S級S班とファン投票上位が出走するドリームレース・オリオン賞からスタートした場合、準々決勝以上に確実に進め、敗退しても途中帰郷なく最終日まで出走できる一方で、一次予選スタートではシャイニングスター賞に出走できなくなったため、ファン投票の重要性がさらに増大した。シャイニングスター賞に進出した選手は本大会で全4走、準々決勝進出選手は全5走、準々決勝を逃した選手は全4走となる。

### 2025年度の番組
| 優秀   | 初日           | 2日目          | 3日目          | 4日目          | 5日目       | 00最終日00 |
| ------ | -------------- | -------------- | -------------- | -------------- | ----------- | ---------- |
| 優秀   | ドリーム（1）  | オリオン（2）  | Sスター賞（1） |                | 準決勝（3） |            |
| 優秀   | 一次予選（10） | 二次予選B（3） | 二次予選B（3） | 準々決勝B（3） |             | 決勝（1）  |
| 優秀   | 一次予選（10） | 一次予選（2）  | 二次予選A（2） | 準々決勝A（3） |             | 決勝（1）  |
| 敗者戦 |                | (4)            | (5)            | （5）          | （8）       | （10）     |

全6日間、11レース制で開催される。
- 初日・2日目・3日目　「一次予選」・「二次予選」（AまたはB）・および特選レースである「ドリームレース」「オリオン賞レース」「シャイニングスター賞」が行われる。初日から3日目までの間で出場選手は全員が2走するが、初日「ドリームレース」および2日目「オリオン賞レース」を出走した27名は3日目に「シャイニングスター賞」または「二次予選A」を、初日および2日目に「一次予選」を出走した者のうち勝ち上がった54名は2日目または3日目に「二次予選B」を、それぞれ出走する。
  - 一次予選は全12レースで、うち10レースは初日に、残り2レースは2日目に、それぞれ行われる。1～4着48名と5着12名のうち選考順位上位6名が「二次予選B」に進出。
  - ドリームレースは初日最終レースに行われる。1～5着5名は「シャイニングスター賞」に進出、6～9着4名は「二次予選A」に進出。
  - オリオン賞レースは2日目最終レースとその前とで2レース行われる。1～2着4名は「シャイニングスター賞」に進出、3～9着14名は「二次予選A」に進出。
  - 二次予選Aは3日目に2レースが行われ、1～6着12名が「準々決勝A」に進出、7～9着6名が「準々決勝B」に進出。
  - 二次予選Bは全6レースが行われるが、2日目・3日目に各3レースが行われる。1～2着12名と、3着6名のうち一次予選着順上位3名が「準々決勝A」に、3着6名のうち残り3名と4～6着18名が「準々決勝B」に進出。
  - シャイニングスター賞は3日目最終レースに行われる。失格とならない限り全員が4日目の準々決勝は免除され、5日目の「準決勝」に進出（準決勝まで2走となる）。

- 4日目　「準々決勝A」「準々決勝B」が行われる。
  - 準々決勝Aは3レース行われ、1～4着12名が「準決勝」に進出。
  - 準々決勝Bは3レース行われ、1～2着6名が「準決勝」に進出。

- 5日目  「準決勝」 合計3レース行われ、各レース1～3着9名が「決勝」進出。

- 6日目（最終日）　「決勝」

敗者戦の2日目・3日目に行われる選抜(2)で4着以下もしくは3日目・4日目に行われる選抜(1)で5着以下となった場合、最終日を待たずに途中帰郷（お帰り）となる場合がある（最終日にも一般戦が組まれているため、最終日まで残るかは番組編成にもよる）。

### 2024年度の番組
| 優秀   | 初日            | 2日目           | 3日目            | 4日目          | 5日目       | 00最終日00 |
| ------ | --------------- | --------------- | ---------------- | -------------- | ----------- | ---------- |
| 優秀   | ドリーム（1）   | オリオン（1）   |                  | Sスター賞（1） | 準決勝（3） |            |
| 優秀   | 一次予選１（9） | 一次予選１（4） | 一次予選２（10） | 二次予選（6）  |             | 決勝（1）  |
| 優秀   | 一次予選１（9） | 一次予選２（5） | 一次予選２（10） | 二次予選（6）  |             | 決勝（1）  |
| 敗者戦 | 00-00           | 00-00           | 00-00            | （4）          | （8）       | （10）     |

一次予選におけるポイントは、以下の通り。
| ポイント         | 1着 | 2着 | 3着 | 4着 | 5着 | 6着 | 7着 | 8着 | 9着 | 棄権 |
| ---------------- | --- | --- | --- | --- | --- | --- | --- | --- | --- | ---- |
| ドリームレース   | 18  | 17  | 16  | 15  | 14  | 13  | 12  | 11  | 10  | 8    |
| オリオン賞レース | 15  | 14  | 13  | 12  | 11  | 10  | 9   | 8   | 7   | 5    |
| 一次予1          | 10  | 9   | 8   | 7   | 6   | 5   | 4   | 3   | 2   | 1    |
| 一次予2          | 13  | 11  | 10  | 9   | 8   | 7   | 6   | 5   | 4   | 1    |

第1日～第3日は10レース、第4日～第6日は11レース。これらのほか、3日目までは「女子オールスター競輪」各日2レースずつも行われる。
- 第1日・第2日・第3日

「一次予選」 各選手2回（第1日・第2日、第1日・第3日、第2日・第3日の3パターンのうちいずれか）出走し、合計ポイント1～9位が「シャイニングスター賞」進出、10～63位が「二次予選」進出。第1日・第2日は9レース、第3日は10レースが行われる。一次予選のうち「ドリームレース」または「オリオン賞レース」ではポイントが優遇される。また、獲得した合計ポイントが同一の場合は、選考順位上位の者が優先される。なお、失格しない限り準決勝進出が確定する4日目「シャイニングスター賞」に進出するためには、一次予選では第1走にて「ドリームレース」または「オリオン賞レース」のいずれかに出走することが有利に働くが、そのどちらにも出走できなかったとしても一次予選で第1走・第2走ともに連勝すれば「シャイニングスター賞」に進出できるようポイントは配慮なされている。なお、一次予選はポイント制としているため、競輪祭、高松宮記念杯と同じく一次予選では欠員が発生しても補充は行わないこととなっている（8車立てとするなど欠車で対応）。
「ドリームレース」 ファン投票に基づく選考順位1～9位による一次予選第1走。初日のメインレースとして行われる。出場選手のポイントは最優遇される。一次予選第2走は選手により2日目または3日目とで分けられる。
「オリオン賞レース」 ファン投票に基づく選考順位10～18位による一次予選第1走。2日目のメインレースに行われる。出場選手のポイントは優遇される。一次予選第2走は3日目となる。
「女子オールスター競輪」（2024年のみ本形態で実施）女子選手14名による2レース制トーナメント。初日は「ガールズドリームレース」及び「ガールズ予選第1走」、2日目は「ガールズ予選第2走」2個レース、3日目は決勝及び一般が行わる。
- 第4日

「二次予選」 合計6レース行われ、各レース1～3着18名が「準決勝」進出。
「シャイニングスター賞」 二次特別選抜予選として、最終レースに行われる。失格にならない限り、9名全員が「準決勝」進出。
- 第5日

「準決勝」 合計3レース行われ、各レース1～3着9名が「決勝」進出。
- 第6日（最終日）

「決勝」 最終レース。また、優勝者には優勝インタビューやウイニングランなどが執り行われる。
「特別優秀」 「決勝」前の合計2レース。「準決勝」各レース4～7着12名と、第5日「特選（1）」各レース1～3着6名の計18名により行われる。
「優秀」 「特別優秀」前の合計3レース。「準決勝」各レース8～9着6名、第5日「特選（1）」各レース4〜9着12名及び第5日「特選（2）」各レース1〜4着8名と5着1名の計27名により行われる。
なお、4日目または5日目に「一般」を走った者は最終日を待たずに強制的に（失格はなくても）途中帰郷（「お帰り」）させられる。

## 過去の優勝者など
1974年からのファン投票歴代第1位選手と、同年から実施されたドリームレース (DR) の勝利者、及び、2009年より実施されているシャイニングスター賞（SS賞）についても記述する。
| 回 | 年     | 開催場   | 優勝者     | 優勝者 | 最多得票   | 最多得票 | DR優勝者   | DR優勝者 | SS賞優勝者 | SS賞優勝者 |
| 回 | 年     | 開催場   | 氏名       | 府県   | 氏名       | 府県     | 氏名       | 府県     | 氏名       | 府県       |
| -- | ------ | -------- | ---------- | ------ | ---------- | -------- | ---------- | -------- | ---------- | ---------- |
| 1  | 1956年 | 川崎     | 石田雄彦   | 和歌山 |            |          |            |          |            |            |
| 2  | 1957年 | 大阪中央 | 西村公佑   | 大阪   |            |          |            |          |            |            |
| 3  | 1958年 | 名古屋   | 戸上守     | 福岡   |            |          |            |          |            |            |
| 4  | 1959年 | 大阪中央 | 中井光雄   | 滋賀   |            |          |            |          |            |            |
| 5  | 1960年 | 川崎     | 吉田実     | 香川   |            |          |            |          |            |            |
| 6  | 1961年 | 名古屋   | 吉田実     | 香川   |            |          |            |          |            |            |
| 7  | 1962年 | 川崎     | 平間誠記   | 宮城   |            |          |            |          |            |            |
| 8  | 1963年 | 名古屋   | 高原永伍   | 神奈川 |            |          |            |          |            |            |
| 9  | 1964年 | 岸和田   | 高原永伍   | 神奈川 |            |          |            |          |            |            |
| 10 | 1965年 | 川崎     | 白鳥伸雄   | 千葉   |            |          |            |          |            |            |
| 11 | 1966年 | 一宮     | 木村実成   | 群馬   |            |          |            |          |            |            |
| 12 | 1967年 | 岸和田   | 竹野暢勇   | 栃木   |            |          |            |          |            |            |
| 13 | 1968年 | 一宮     | 伊藤繁     | 神奈川 |            |          |            |          |            |            |
| 14 | 1969年 | 岸和田   | 田中博     | 群馬   |            |          |            |          |            |            |
| 15 | 1972年 | 大垣     | 稲村雅士   | 群馬   | 荒川秀之助 | 宮城     |            |          |            |            |
| 16 | 1973年 | 高松     | 福島正幸   | 群馬   | 阿部道     | 宮城     |            |          |            |            |
| 17 | 1974年 | 静岡     | 阿部道     | 宮城   | 阿部道     | 宮城     | 阿部道     | 宮城     |            |            |
| 18 | 1975年 | 前橋     | 加藤善行   | 岩手   | 阿部道     | 宮城     | 荒川秀之助 | 宮城     |            |            |
| 19 | 1976年 | 前橋     | 藤巻昇     | 北海道 | 藤巻昇     | 北海道   | 菅田順和   | 宮城     |            |            |
| 20 | 1977年 | 千葉     | 谷津田陽一 | 神奈川 | 中野浩一   | 福岡     | 藤巻昇     | 北海道   |            |            |
| 21 | 1978年 | 西宮     | 天野康博   | 新潟   | 中野浩一   | 福岡     | 藤巻清志   | 北海道   |            |            |
| 22 | 1979年 | 岸和田   | 中野浩一   | 福岡   | 藤巻昇     | 北海道   | 中野浩一   | 福岡     |            |            |
| 23 | 1980年 | 平       | 中野浩一   | 福岡   | 藤巻昇     | 北海道   | 菅田順和   | 宮城     |            |            |
| 24 | 1981年 | 立川     | 井上茂徳   | 佐賀   | 中野浩一   | 福岡     | 久保千代志 | 愛知     |            |            |
| 25 | 1982年 | 高松     | 松村信定   | 高知   | 中野浩一   | 福岡     | 井上茂徳   | 佐賀     |            |            |
| 26 | 1983年 | 平       | 菅田順和   | 宮城   | 中野浩一   | 福岡     | 藤巻昇     | 北海道   |            |            |
| 27 | 1984年 | 西宮     | 吉井秀仁   | 千葉   | 中野浩一   | 福岡     | 中野浩一   | 福岡     |            |            |
| 28 | 1985年 | 一宮     | 高橋健二   | 愛知   | 中野浩一   | 福岡     | 尾崎雅彦   | 東京     |            |            |
| 29 | 1986年 | 平       | 伊藤豊明   | 愛媛   | 中野浩一   | 福岡     | 山口健治   | 東京     |            |            |
| 30 | 1987年 | 宇都宮   | 滝澤正光   | 千葉   | 中野浩一   | 福岡     | 滝澤正光   | 千葉     |            |            |
| 31 | 1988年 | 岸和田   | 中野浩一   | 福岡   | 中野浩一   | 福岡     | 佐々木昭彦 | 佐賀     |            |            |
| 32 | 1989年 | 静岡     | 坂本勉     | 青森   | 中野浩一   | 福岡     | 坂本勉     | 青森     |            |            |
| 33 | 1990年 | 宇都宮   | 滝澤正光   | 千葉   | 中野浩一   | 福岡     | 坂本勉     | 青森     |            |            |
| 34 | 1991年 | 高松     | 坂本勉     | 青森   | 中野浩一   | 福岡     | 佐々木昭彦 | 佐賀     |            |            |
| 35 | 1992年 | 名古屋   | 松本整     | 京都   | 吉岡稔真   | 福岡     | 鈴木誠     | 千葉     |            |            |
| 36 | 1993年 | 宇都宮   | 神山雄一郎 | 栃木   | 吉岡稔真   | 福岡     | 滝澤正光   | 千葉     |            |            |
| 37 | 1994年 | いわき平 | 出口眞浩   | 神奈川 | 吉岡稔真   | 福岡     | 吉岡稔真   | 福岡     |            |            |
| 38 | 1995年 | 熊本     | 高橋光宏   | 群馬   | 吉岡稔真   | 福岡     | 小橋正義   | 岡山     |            |            |
| 39 | 1996年 | 岐阜     | 児玉広志   | 香川   | 吉岡稔真   | 福岡     | 神山雄一郎 | 栃木     |            |            |
| 40 | 1997年 | 平塚     | 神山雄一郎 | 栃木   | 神山雄一郎 | 栃木     | 吉岡稔真   | 福岡     |            |            |
| 41 | 1998年 | 一宮     | 山口幸二   | 岐阜   | 吉岡稔真   | 福岡     | 神山雄一郎 | 栃木     |            |            |
| 42 | 1999年 | 甲子園   | 神山雄一郎 | 栃木   | 神山雄一郎 | 栃木     | 児玉広志   | 香川     |            |            |
| 43 | 2000年 | 高知     | 児玉広志   | 香川   | 神山雄一郎 | 栃木     | 内林久徳   | 滋賀     |            |            |
| 44 | 2001年 | 岐阜     | 伏見俊昭   | 福島   | 吉岡稔真   | 福岡     | 太田真一   | 埼玉     |            |            |
| 45 | 2002年 | 熊本     | 松本整     | 京都   | 神山雄一郎 | 栃木     | 神山雄一郎 | 栃木     |            |            |
| 46 | 2003年 | 一宮     | 村上義弘   | 京都   | 吉岡稔真   | 福岡     | 小嶋敬二   | 石川     |            |            |
| 47 | 2004年 | 西武園   | 神山雄一郎 | 栃木   | 吉岡稔真   | 福岡     | 佐藤慎太郎 | 福島     |            |            |
| 48 | 2005年 | 名古屋   | 神山雄一郎 | 栃木   | 武田豊樹   | 茨城     | 小嶋敬二   | 石川     |            |            |
| 49 | 2006年 | 花月園   | 井上昌己   | 長崎   | 吉岡稔真   | 福岡     | 加藤慎平   | 岐阜     |            |            |
| 50 | 2007年 | 高知     | 飯嶋則之   | 栃木   | 小嶋敬二   | 石川     | 神山雄一郎 | 栃木     |            |            |
| 51 | 2008年 | 一宮     | 伏見俊昭   | 福島   | 小嶋敬二   | 石川     | 武田豊樹   | 茨城     |            |            |
| 52 | 2009年 | 松山     | 武田豊樹   | 茨城   | 伏見俊昭   | 福島     | 小嶋敬二   | 石川     | 石丸寛之   | 岡山       |
| 53 | 2010年 | いわき平 | 山崎芳仁   | 福島   | 村上義弘   | 京都     | 武田豊樹   | 茨城     | 武田豊樹   | 茨城       |
| 54 | 2011年 | 岐阜     | 浅井康太   | 三重   | 村上義弘   | 京都     | 武田豊樹   | 茨城     | 神山雄一郎 | 栃木       |
| 55 | 2012年 | 前橋     | 山崎芳仁   | 福島   | 深谷知広   | 愛知     | 村上義弘   | 京都     | 村上義弘   | 京都       |
| 56 | 2013年 | 京王閣   | 後閑信一   | 東京   | 村上義弘   | 京都     | 浅井康太   | 三重     | 長塚智広   | 茨城       |
| 57 | 2014年 | 前橋     | 武田豊樹   | 茨城   | 深谷知広   | 愛知     | 金子貴志   | 愛知     | 金子貴志   | 愛知       |
| 58 | 2015年 | 松戸     | 新田祐大   | 福島   | 深谷知広   | 愛知     | 浅井康太   | 三重     | 中川誠一郎 | 熊本       |
| 59 | 2016年 | 松戸     | 岩津裕介   | 岡山   | 新田祐大   | 福島     | 新田祐大   | 福島     | 深谷知広   | 愛知       |
| 60 | 2017年 | いわき平 | 渡邉一成   | 福島   | 平原康多   | 埼玉     | 新田祐大   | 福島     | 新田祐大   | 福島       |
| 61 | 2018年 | いわき平 | 脇本雄太   | 福井   | 新田祐大   | 福島     | 武田豊樹   | 茨城     | 渡邉一成   | 福島       |
| 62 | 2019年 | 名古屋   | 新田祐大   | 福島   | 脇本雄太   | 福井     | 脇本雄太   | 福井     | 原田研太朗 | 徳島       |
| 63 | 2020年 | 名古屋   | 松浦悠士   | 広島   | 脇本雄太   | 福井     | 脇本雄太   | 福井     | 新田祐大   | 福島       |
| 64 | 2021年 | いわき平 | 古性優作   | 大阪   | 平原康多   | 埼玉     | 清水裕友   | 山口     | 古性優作   | 大阪       |
| 65 | 2022年 | 西武園   | 脇本雄太   | 福井   | 平原康多   | 埼玉     | 脇本雄太   | 福井     | 脇本雄太   | 福井       |
| 66 | 2023年 | 西武園   | 眞杉匠     | 栃木   | 脇本雄太   | 福井     | 新田祐大   | 福島     | 佐藤慎太郎 | 福島       |
| 67 | 2024年 | 平塚     | 古性優作   | 大阪   | 古性優作   | 大阪     | 松浦悠士   | 広島     | 深谷知広   | 静岡       |
| 68 | 2025年 | 函館     | 寺崎浩平   | 福井   | 古性優作   | 大阪     | 郡司浩平   | 神奈川   | 郡司浩平   | 神奈川     |

## 今後の開催予定
- 第69回 - 2026年 8月11日〜16日 - 松山競輪場（17年ぶり2度目）

## エピソード
- 第67回（2024年）までで、完全優勝（予選・準決勝とも全て1着）達成者は、5名。
  - 高原永伍（第8回。1963年）、滝澤正光（第30回。1987年）、坂本勉（第32回。1989年）、山口幸二（第41回。1998年）、脇本雄太（第65回。2022年）。
  - 第65回（2022年）の脇本雄太は33歳での達成で、自身含めた5名のうち最年長。また、第17回（1974年）創設のドリームレースを含む完全優勝は滝澤正光と坂本勉に続き33年ぶり3人目、5連勝での完全優勝は初となった（過去の大会は予選は2走のため全て4連勝）[29]。
- 連続出場記録は、神山雄一郎の33回（第33回 - 第65回）[30]。また、神山は第65回では54歳4か月で出場しており、これは当時GI最高齢出場記録だった。なお、神山は過去オールスター競輪を5回優勝しているため開催期間中（各年下期）にS1格付けであれば無条件で出場できたが、第65回はファン投票では選出されなかった上にS2格付けであったため出場権を得られず推薦枠により出場した。第66回（2023年）も前回同様に選外かつS2格付けであり、また推薦枠による出場は1回のみとされているため連続出場記録が途絶えた。
  - 記録継続中の選手では、香川雄介と小倉竜二の28回（2025年時点）が最多。
- ドリームレースの連続選出・出場記録も、神山雄一郎で20回（第33回 - 第52回）[31]。
- 最年長出場記録は、第68回（2025年）での山口富生の55歳7か月。
- ファン投票1位の連続記録は、中野浩一で11年（1981年 - 1991年）[32]。吉岡稔真の5年（1992年 - 1996年）を最後に、3年連続以上で1位になった選手は出ていない。
- 第10回（1965年）では、決勝戦当日は多数の観客が詰めかけ、決勝戦ではスタンドに入り切れなくなった約3000人の客を急遽走路内に入れてレースを行うことになった。レース後は、1着で入線した白鳥伸雄を、走路内にいた客が5分あまりに亘って胴上げした。
- 1970年と1971年はオールスター競輪が開催されていないが、これは全国都道府県選抜競輪中止の余波を受けて開催地の選定に難航したためで、1970年度は秩父宮妃賜杯競輪の中止なども重なったため開催が取りやめとなり、続く1971年度も日本選手権競輪と共に開催地が決まらない状況に陥ったことから日本選手権競輪を優先させるため開催されなかった。
- 第14回（1969年）の決勝戦で初めて、カラーによるテレビ中継が行われた。
- 第19回（1976年）では、藤巻昇が優勝、2着に弟の清志が入り、史上初となる特別競輪決勝戦兄弟ワンツーとなった[33]。
- 第35回（1992年）では、決勝戦で井上茂徳が1着入線するも、鈴木誠のブロックを受けて鈴木を内側から抜いたと判定され失格となり、2着入線だった松本整が繰り上がりで自身初のGIタイトルを獲得した。
- 第53回（2010年）では、坂本貴史がGI初出場。父・坂本勉も同大会に出場しており、史上初となる親子同時GI大会出場を果たした。
- 第60回（2017年）では、最終日6Rにおいて競技規則第73条（周回通告誤り）により競走不成立となり、このレースの売り上げ2億2,130万2,400円が全額返還となった。競技規則第73条による競走不成立は、GIクラスのビッグレースでは初めての事例[34]。
  - レースは残り2周を知らせる赤板までは正常だったが、この直後に落車が発生。落車した選手を走路内から退避させるのに時間がかかったためか、周回板を担当する係員が周回板をめくり忘れてしまい、赤板のままレースは残り1周を迎えたところで「周回通告の誤り」のため競走不成立となった。
- ナイター開催に移行となった第64回（2021年）以降は、開催期間中は『朝から夜中まで』競輪三昧で楽しめるよう、開催スケジュールが調整された。まずはモーニング競輪のあと、日中開催の『KEIRINライジングスターズ[35]』（12レース制）を1〜3場所、そしてナイターのオールスター競輪が終了直後からミッドナイト競輪を1〜2場所開催するプログラムとなっている。なお、2021年はこのうち8月14日（オールスター競輪5日目）・15日（同最終日）においては武雄競輪場でのモーニング競輪が悪天候のため2日目・最終日が中止・開催打ち切りとなった[36]。
- 第67回（2024年）では、直前まで2024年パリオリンピックが開催されていたため、自転車競技トラック種目代表としてオリンピックに出場した太田海也、小原佑太、窪木一茂の3名については、帰国が初日朝となったことから特例で前検日が免除された[37]。なお、中野慎詞は男子ケイリン決勝で落車し鎖骨骨折したことにより急遽欠場となった[38]。
- 第68回（2025年）では、山崎芳仁（63位）に加え、芳仁の息子・山崎歩夢（135位）も推薦枠で選出され、2例目となる親子同時GI大会出場を果たした[39]。
- オールスター競輪では、落車による死亡事故が過去に3件発生している。
  - 第4回（1959年） - 気賀沢希悦（神奈川）死因・頭蓋骨骨折
  - 第12回（1967年） - 福島昭亮（埼玉）死因・頭蓋骨骨折
  - 第51回（2008年） - 内田慶（栃木）死因・外傷性クモ膜下出血
- オールスター競輪では、開催時期の関係で、過去に開催期間中に台風接近の影響で順延となったことがある。
  - 第42回（1999年） - 2日目（9月24日）が台風18号接近の影響で開催中止、一日順延。
  - 第54回（2011年） - 4日目（9月3日）が台風12号接近の影響で開催中止、一日順延。
  - 第56回（2013年） - 最終日（9月16日）が台風18号接近の影響で開催中止、一日順延。
  - 第65回（2022年） - 5日目（8月13日）が台風8号接近の影響で開催中止、一日順延。
- オールスター競輪を開催した競輪場の中には、開催後10年以内に廃止となった競輪場がある。
  - 大阪中央競輪場 - 第4回（1959年）開催、1962年3月廃止
  - 甲子園競輪場 - 第42回（1999年）開催、2002年3月廃止
  - 花月園競輪場 - 第49回（2006年）開催、2010年3月廃止
  - 一宮競輪場 - 第51回（2008年）開催、2014年3月廃止

## 決勝戦テレビ中継
地上波放送における決勝戦のテレビ中継は、1977年までTBS系列で放送され、それ以降2012年までは、2010年と決勝戦が中止順延で一日順延になった2011年を除いてテレビ東京系列で放送された。
- 1999年（第42回）は、当初決勝戦が行われる予定だった9月28日はテレビ東京系列にて中継予定であったが、順延により準決勝となった当日はそのまま準決勝を中継した局と別番組に差し替えた局とがあり、対応が分かれた。翌29日の決勝戦は予定通り放送されたが、テレビ東京系列では当時のレギュラー番組であったレディス4を優先したため中継は取り止めとなり、地元・兵庫県ではテレビ大阪に代わり急遽サンテレビ（独立UHF局）が中継を行ったものの当時レギュラー放送であった園田競馬中継を優先したため、発走直前の16:30 - 16:50のみの中継となった。
- 2011年（第54回）は、9月4日の放送当日（当初の決勝戦実施日）はぎふチャンのみで11R準決勝を中継[注 9]。翌日の決勝戦では地上波中継は無しになった。

2014年（第57回）以降は、当初から地上波中継の予定が無かった2016年（第59回）を除き、2020年（第63回）まで日本テレビ系列「坂上忍の勝たせてあげたいTV」で放送された。
- 2013年（第56回）は、決勝戦当日が台風18号の影響で中止順延となったため、番組内容を変更して放送している。同様に翌日の決勝戦では地上波中継無しになっている。

ナイター開催に移行した2021年（第64回）は、9年ぶりにテレビ東京系列とBSテレ東で放送された（特番に組み込む形で放送）。なお、2022年（第65回）は当初からBSテレ東のみで放送される予定だったが、中止順延の影響で決勝戦の中継は無しになった。2023年（第66回）以降は、再びテレビ東京系列でも放送されている（特番に組み込む形で放送）。